# Half-Life: Alyx
Half-Life: Alyx pucačina je iz prvog lica za virtualnu stvarnost (VR) iz 2020. koju je razvio i objavio Valve. Izdan je za Windows u ožujku 2020. i Linux u svibnju 2020., uz podršku za većinu VR slušalica kompatibilnih s PC-om. Smješten između događaja Half-Life (1998.) i Half-Life 2 (2004.), igrači kontroliraju Alyx Vance u misiji da zaplijene superoružje koje pripada izvanzemaljskom Combine-u. Igrači koriste VR za interakciju s okolinom i borbu s neprijateljima, koristeći "gravitacijske rukavice" za manipulaciju objektima, slično kao gravitacijski pištolj iz Half-Lifea 2. Kao i prethodne Half-Life igre, uključuje elemente borbe, zagonetki, istraživanja i horor preživljavanja.
Prethodna Half-Life igra, Epizoda Dva (Episode Two), objavljena je 2007. godine i završila je na prekretnici. Valve je nekoliko puta pokušao razviti daljnje Half-Life projekte, ali se nije mogao odlučiti na objedinjujuću ideju, a Valveova ravna upravljačka struktura otežavala je projektima da dobiju zamah. Sredinom 2010-ih, Valve je počeo eksperimentirati s VR-om, te je 2016. objavio kolekciju VR mini-igara, The Lab. Prepoznajući tražnju za velikom VR igrom, eksperimentirali su s prototipima koristeći njihova različita intelektualna svojstva, kao što je Portal, i otkrio da Half-Life najbolje odgovara VR-u.
Alyx je ušla u punu proizvodnju koristeći Valveov novi Source 2 engine 2016., s najvećim timom u povijesti Valvea, uključujući članove Campo Santo, studio koji je Valve kupio 2018. VR je utjecao na gotovo svaki aspekt dizajna, uključujući borbu, kretanje, dizajn razina i tempo. Valve je u početku planirao lansirati Alyx zajedno sa svojim Index VR slušalicama 2019., ali je to odgodio nakon internih povratnih informacija o priči; nakon što su napustili Valve prije početka razvoja, pisci Erik Wolpaw i Jay Pinkerton vratili su se kako bi napisali priču od početka. Igra je dobila priznanje zbog svoje grafike, glasovne glume, naracije i atmosfere, te je navedena kao prva najbolja aplikacija VR-a.

## Opis igre
Half-Life: Alyx je igra virtualne stvarnosti (VR) koja podržava sve SteamVR kompatibilne VR slušalice, koje uključuju Valve Index, HTC Vive, Oculus Rift, Oculus Quest i sve Windows Mixed Reality slušalice. Kako je igranje dizajnirano oko VR, Valve je izjavio da nema planova za ne-VR verziju igre. Half-Life: Alyx također podržava korisničke modifikacije putem Steam Workshopa.
Igrači kontroliraju Gordon Freemanovu saveznicu Alyx Vance dok se ona i njezin otac Eli Vance bore protiv Combinea, izvanzemaljskog carstva koje je osvojilo Zemlju. Dizajner David Speyrer rekao je da Alyx nije epizodna igra ili popratna priča, već "sljedeći dio Half-Life priče", otprilike iste duljine kao i Half-Life 2. Igrači koriste VR za nabavljanje zaliha, korištenje sučelja, bacanje predmeta i sudjelovanje u borbi. Poput gravitacijskog pištolja iz Half-Lifea 2, gravitacijske rukavice omogućuju igračima da manipuliraju gravitacijom. Igra uključuje tradicionalne Half-Life elemente kao što su istraživanje, zagonetke, borba i priča. Svako oružje se može koristiti jednom rukom, jer je Valve želio da igrači imaju slobodnu ruku za interakciju sa svijetom u svakom trenutku. Iako je igra prvenstveno pucačina u prvom licu, dodaje elemente survival horror žanra, budući da su health i streljivo oskudniji, a uključuje i zastrašujuće susrete.
Igrači se mogu fizički kretati po sobi kako bi pomicali Alyx u igri. Alternativno, igrači mogu koristiti analogne palice na VR kontrolerima kako bi tradicionalno pomicali Alyx, teleportirali se na obližnje točke ili posredni način rada koji Alyx "klizi" do odabranih točaka. U slučaju opcije teleportacije, igra i dalje simulira kretanje iako se akcija čini trenutačnom, a Alyx može umrijeti ako je napadnuta ili pomaknuta s prevelike visine.

## Radnja
Half-Life: Alyx se događa pet godina prije događaja Half-Life 2. Zemlju je osvojilo vanzemaljsko carstvo Combine, koji je implementirao brutalnu policijsku državu. U Gradu 17 (City 17), 19-godišnja tinejdžerica Alyx (Ozioma Akagha) i njezin otac dr. Eli Vance, oboje članovi pokreta ljudskog otpora, kradu resurse Combineu. Nakon što ih je zarobio Combine, član otpora Russell (Rhys Darby) spašava Alyx i upozorava je da će Eli biti prevezen u Nova Prospekt na ispitivanje. Kako bi presrela vlak koji prevozi Eli-ja, Alyx ulazi u karantensku zonu, područje unutar Grada 17 zaraženo parazitskom vanzemaljskom faunom. Usput upoznaje ekscentričnog Vortigaunta (Tony Todd), koji traži od Alyx da spasi njegovu braću Vortigaunte i predviđa da će Eli umrijeti.
Unutar karantenske zone, Alyx je iskočila vlak iz tračnica i Vortigaunt spašava Eli-ja iz olupine. Dok je bio u pritvoru, Eli je saznao da Combine pohranjuje superoružje u masivnom lebdećem trezoru (Vault-u) u karantenskoj zoni; on daje upute Alyx da pronađe trezor (Vault) i ukrade njegov sadržaj. Alyx prolazi kroz karantensku zonu, boreći se s vanzemaljcima i Combine vojnicima. Ona gasi elektranu koja održava trezor na površini i otkriva da svaka stanica sadrži porobljene Vortigaunte koji su prisiljeni kanalizirati svoju energiju u trezor. Vortigaunt kojeg ona spašava obećava da će on i ostali srušiti preostale elektrane.
Eli kontaktira Alyx i upozorava je da trezor ne sadrži oružje; to je zatvor izgrađen oko stambenog kompleksa koji sadrži nešto što je Combine otkrio. Alyx, Eli i Russell smatraju da im sve što je unutra može pomoći u borbi protiv Combine-na. Dok se približava trezoru, Alyx čuje kako nepoznata znanstvenica spominje nadređenima Combinea da je osoba u trezoru preživjela incident u Black Mesi. Pod pretpostavkom da je preživjela osoba Gordon Freeman, Alyx želi organizirati spasilačku pomoć i srušiti trezor na tlo.
Unutar trezora, Alyx pronalazi stambeni kompleks oko kojeg je izgrađen. Fizičke pojave prožimaju zgradu; predmeti lebde u antigravitaciji, a zrcalne sobe su naslagane jedna na drugu. Alyx otkriva naprednu zatvorsku ćeliju u njenom središtu. Ona ga razbije, očekujući da će pronaći Freemana, ali umjesto toga izlazi tajanstveni G-Man(Michael Shapiro). Kao nagradu, G-Man nudi svoje usluge Alyx. Ona traži da ukloni Combine sa Zemlje, ali G-Man naglašava da bi taj zahtjev bio u suprotnosti s interesima njegovih "poslodavaca". Umjesto toga, on ju prenosi u budućnost i nudi joj priliku da promijeni ishod Elijeve smrti od strane Combine Savjetnika (Advisora) na kraju Half-Life 2: Epizoda 2. Alyx udovoljava, ubija Savjetnika (Advisora) i spašava svog oca. G-Man obavještava Alyx da je dokazala da je sposobna zamijeniti Freemana, s kojim je G-Man postao nezadovoljan. Zarobljava Alyx u hibernaciju i odlazi.
Gordon se osvijesti u bazi Otpora u Bijeloj šumi. Eli je živ, ali Alyx nema. Eli shvaća što se dogodilo Alyx, izjavljuje svoju namjeru da ubije G-Mana i daje Gordonu njegov pajser.

## Pozadina
Nakon izdavanja Half-Life 2 2004., Valve je počeo razvijati trilogiju epizodnih nastavaka, planirajući češće objavljivati kraće igre. Half-Life 2: Epizoda 1 objavljena je 2006. godine, a slijedila je Epizoda 2 2007. godine, koja je završila na vrhuncu. Treća epizoda bila je zakazana za 2008., ali je odgođena jer se širio opseg. Dizajner Robin Walker rekao je da je Valve koristio seriju Half-Life kako bi "riješio neki zanimljivi sukob tehnologije i umjetnosti koji je nastao"; dok je radio na trećoj epizodi, Valve nije uspio pronaći ujedinjujuću ideju koja je pružala osjećaj "čuđenja, ili otvaranja, ili ekspanzije". Napustili su epizodni razvoj i napravili nekoliko neuspjelih pokušaja da razviju daljnje Half-Life projekte. Walker je za nedostatak napretka okrivio Valveovu ravnu upravljačku strukturu, u kojoj zaposlenici sami odlučuju na čemu će raditi. Rekao je da je tim na kraju odlučio da bismo "svi bili sretniji kada bismo radili na velikoj stvari, čak i ako to nije baš ono na čemu smo htjeli raditi".
Valve je odlučio dovršiti svoj novi engine, Source 2, prije početka nove igre, budući da je razvoj Half-Life 2 i originalnog Source enginea istovremeno stvarao probleme. 2016. i 2017. Valve su napustili pisci Half-Lifea Marc Laidlaw, Erik Wolpaw, Jay Pinkerton i Chet Faliszek; zajedno s Valveovom podrškom za njihove druge franšize, novinari su odlaske shvatili kao pokazatelj da nove Half-Life igre više nisu u razvoju.
Godine 2015. Valve je surađivao s elektroničkom tvrtkom HTC na razvoju HTC Vive, slušalica za virtualnu stvarnost objavljene 2016. godine. Predsjednik Valvea Gabe Newell nastojao je da Valve postane sličniji Nintendou, koji razvija igre u tandemu s hardverom i omogućuje im stvaranje inovativnih igara kao što je Super Mario 64. Valve je eksperimentirao s VR-om, te je 2016. izdao The Lab, kolekciju VR miniigara. Valve je prepoznao da mnogi igrači žele ambicioznije VRAAA igru te je počeo istraživati razvoj velike VR igre. Walker se pitao mogu li razviti VR "ubojitu aplikaciju", kao što je to bio utjecajni FPS Doom 1993. godine.
Valve je razvio nekoliko VR prototipova, s tri projekta u razvoju do 2017. godine. Otkrivši da su portalni sustavi njihove puzzle serije Portal dezorijentirani u VR-u, odlučili su se za Half-Life. Walker je rekao da je Half-Life 3 bio "zastrašujuća perspektiva", a tim je vidio VR kao način za povratak u seriju. Osim toga, Valve je predvidio da bi fanovi negativno reagirali ako bi Half-Life 3 bila igra samo za VR, te da bi prequel imao manju težinu.

## Razvoj igre
Half-Life: Alyx je ušla u razvoj oko veljače 2016. i ušao u punu proizvodnju kasnije te godine. Tim, koji se sastojao od oko 80 ljudi, bio je najveći u povijesti Valvea, a uključivao je Campo Santo, studio koji je Valve kupio 2018. godine. Kako Valve u više navrata nije uspijevao realizirati projekte, dio osoblja se nije htio pridružiti, a mnogi su bili skeptični da je VR (virtualna stvarnost) pravi smjer.
Valve je napravio prototipove koristeći sredstva Half-Life 2 i ograničio sustave igranja na one za koje su smatrali da su najprikladniji za VR. Otkrili su da su Half-Life sustavi "iznenađujuće prirodno prikladni" za VR, ali da je VR utjecao na gotovo svaki aspekt dizajna; na primjer, pucanje u VR-u, koje zahtijeva od igrača da fizički pozicionira ruku u prostoru, drugačije je iskustvo od ciljanja s tradicionalnim kontrolama miša i tipkovnice. Prema Walkeru, "Sve ovo prelazi u svaki aspekt dizajna mehanike, dizajna razina, tempa, pa čak i stvari poput učestalosti podizanja streljiva i borbenog ugađanja." Krajem 2018. Valve je održao testiranje igranja za cijelu tvrtku za igru. cijela igra; rezultati su uvjerili tim da je VR bio pravi izbor. Posljednji tjedni razvoja odvijali su se na daljinu zbog pandemije COVID-19.
Valve nije razvio ne-VR verziju Alyxa, jer su bili uvjereni da će to biti moguće samo u VR-u. Valve je očekivao da će ga obožavatelji modificirati da radi bez VR opreme; iako je to smetalo nekima u timu, Walker nije bio zabrinut jer je vjerovao da će ponuditi lošije iskustvo koje će pokazati zašto su odabrali VR. Članovi tima naglasili su da je Alyx "potpuni ulazak" u Half-Life seriju u smislu sadržaja i naracije.
Mike Morasky, skladatelj za Portal 2 i Team Fortress 2, skladao je za Alyx uz konzultacije s Kelly Bailey, skladateljem za prethodne Half-Life igre. Kao inspiraciju naveo je industrijsku glazbu izvođača kao što su Nine Inch Nails, The Prodigy, i Skinny Puppy.

### Kretanje
Kako bi ublažio problem mučnina kod kretanja u VR-u, Valve je implementirao nekoliko različitih opcija kretanja. Naveli su inspiraciju iz VR igre Budget Cuts iz 2018., koja koristi teleportiranje za pomicanje igrača između lokacija. Valve je pretpostavio da će teleportacija oštetiti iskustvo; međutim, iako se teleportiranje čini neugodnim kada gledate kako ga drugi koriste, igrači su se brzo navikli na njega. Prema Walkeru, "povlači se u pozadinu vašeg uma, a vi postajete mnogo više usredotočeni na ono što s njim radite."
Kako bi destimulirao igrače od brzog teleportiranja kroz razine, Valve je ispunio područja elementima kako bi privukao njihovu pozornost i usporio ih, kao što su prijetnje, kolektiranje predmeta ili druga područja od interesa. Kako bi riješio problem viših igrača koji moraju čučnuti kada se kreću kroz neke prostore, Valve je standardizirao njihovu virtualnu veličinu tijela kada se teleportiraju, efektivno čineći da je svaki igrač iste visine kada se teleportiraju. Otkrili su da igrači nisu primijetili ovo odstupanje jer su bili usredotočeni na kretanje prema svom cilju.

### Borba
Pajser, legendarno oružje iz prethodnih Half-Life igara, izostavljen je jer Valve nije mogao kreirati blisku borbu u VR-u i zato što bi igrači pajser slučajno uhvatili za objekte u svijetu igre dok bi se kretali, stvarajući zbrku. Osim toga, igrači su pajser povezivali s Gordonom Freemanom, protagonistom prethodnih igara; Valve je želio stvoriti drugačiji identitet za Alyx, prikazujući je kao "hakericu i popravljača". Drugi koncepti odbačenog oružja uključuju minu, praćku, štit i raketni bacač. Kako bi se izbjeglo preopterećenje igrača, tim je dizajnirao svo oružje tako da se može koristiti samo jednom rukom.
Kako se igrači kreću realističnijim brzinama u VR-u u usporedbi s tipičnim pucačinama iz prvog lica (FPS igrama), Valve je morao prilagoditi neprijatelje kako bi borba bila poštena i zabavna. Kukci Mravolavovi (Antlions), neprijatelji koji se vraćaju iz Half-Life 2, brzo bi preplavili igrače; tim je usporio njihovo kretanje i dodao mogućnost pucanja nogu kako bi ih se usporilo. Brzi zombiji i brzi headcrabs, neprijatelji uvedeni u Half-Life 2, izostavljeni su jer su za neke igrače u VR-u bili previše zastrašujući. Prema dizajneru Dariju Casaliju, "Šok kada su brzi headcrabs došli iza ugla i uhvatili se za vas prije nego što ste uopće shvatili što se događa bio je prevelik."

### Glasovna gluma
Merle Dandridge ponovila je svoju ulogu Alyx za početne sesije snimanja u ožujku 2019., ali nakon što su playtestovi pokazali da Alyx treba mlađi glas, Ozioma Akagha dobila je ulogu u rujnu 2019. Akagha je morala izbjegavati iritaciju u svom nastupu, jer "ne želite da vam netko u glavi zvuči iritirano".
Dodatni glumci uključuju James Mosesa Blacka kao Eli, koji je zamijenio Robert Guillaumea, koji je umro 2017. i Rhysa Darbyja kao Russella, koji je dodao komične elemente. Glumci koji se vraćaju uključuju Tonyja Todda kao vanzemaljca Vortigaunta,Mikea Shapiroa kao G-mana i Ellen McLain kao glasnicu za Combine emitiranja. Shapiro je snimio svoje replike u jednom 20-minutnom snimku, s pickup-ovima 2019. godine. Cissy Jones (Olga) i Rich Sommer (Larry, Russellov dron i Combine vojnici) glumili su na prijedlog pisca Sean Vanamana, koji je s njima radio na Firewatchu Campo Santoa.

### Pisanje igre
Bivši pisci Half-Lifea Erik Wolpaw i Jay Pinkerton odbili su pozive da se vrate u Valve u ranoj fazi razvoja Alyxa. Umjesto toga, Valve je angažirao pisca Roba Yescombea iz The Invisible Hours-a, koji je radio na Alyx 2017. i 2018. Yescombeov narativ bio je mračniji od ostalih Half-Life igara, sa scenama straha, mučenja i užasa. Antagonist je bila žena časnica Combine-na po imenu Hahn; u jednom predloženom kraju, Alyx bi ubila Hahna iz osvete zbog mučenja njezinog oca. Yescombe je također predložio završetak u kojem bi Alyx i G-Man otputovali u prošlost na događaje prvog Half-Lifea kako bi spriječili Freemana da prouzroči invaziju vanzemaljaca.
Nakon playtest-a u cijeloj tvrtki 2018., povratne informacije bile su pretežno pozitivne, ali za priču, koji su zaposlenici postigli najniži rezultat u bilo kojoj igri Valve. Morasky ga je opisao kao "mračan, ozbiljan i naporan", uspoređujući ga s filmom o superjunaku Zack Snydera. Dizajner Corey Peters rekao je da je tim imao "snažan osjećaj" u vezi s pričom i da je "provjeravao" kako bi dobio povratne informacije.
Valve je isprva planirao lansirati Alyx zajedno sa svojim Index VR slušalicama u lipnju 2019., ali je to odgodio kako bi se pozabavio pričom. Ponovno su angažirali Wolpawa i Pinkertona kako bi prepisali radnju i dijalog od početka uz očuvanje gameplay-a. Pridružili su im se pisci Jake Rodkin i Sean Vanaman, koji su se pridružili tvrtki kada je Valve kupio Campo Santo. Književnik Marc Laidlaw, koji je otišao u mirovinu 2016., pružio je konzultacije.
Novi pisci identificirali su tri problema. Prvo, priroda prequela značila je da su igrači znali da će likovi preživjeti, smanjujući napetost. Drugo, priča nije imala utjecaja na cjelokupnu Half-Life priču; pisci nisu željeli da se osjeća "baš kao hermetički zatvorena kratka priča u svijetu Half-Lifea". Treće, igra je morala završiti susretom s G-Manom, u biti bogom, dajući Alyx nešto da ga oslobodi; pisci nisu mogli zamisliti što bi to moglo biti. Walker je rekao da tim ne želi da kraj bude nešto "što biste jednostavno mogli ignorirati", te je znao da su obožavatelji bili u "narativnom limbu" od druge epizode, što su htjeli promijeniti.
Da Alyx i G-Man putuju naprijed kroz vrijeme i spašavaju Elija na kraju druge epizode, predložio je umjetnik likova Jim Murray. Tim je bio nesklon, jer je to poništilo epizodu 2, ali su bili zaintrigirani pitanjima koja su pokrenula o svijetu i kako je gurnula priču o Half-Lifeu naprijed. Promjena je zahtijevala od Valvea da stvori nova sredstva, kao što su baza Epizode 2 Bijela Šuma i modeli za Doga, starijeg Elia i Gordona Freemana. Podvala, za koju Alyx vjeruje da spašava Gordona Freemana prije nego što je otkrila G-Mana, osmislio je Vanaman kasno u proizvodnji; budući da nije postojao model karaktera za znanstvenicu Combinea koju je Alyx slušala, scena je animirana u igri sjena.
Dok su prethodne Valve igre koristile šutljive (silent) protagoniste, pisci su otkrili da je Alyx-in govor poboljšao pripovijedanje. Dodali su radio dijalog između Alyx i Russella kao jednostavan način da se "podigne energija" kad god je to potrebno. Konačni scenarij imao je 280 stranica, u usporedbi sa 128 stranica za Half-Life 2 i 18 za Half-Life.

## Promocija i izbacivanje igre
Valve je najavio Half-Life: Alyx u studenom 2019. godine. Bilo je besplatno vlasnicima Valve Index slušalica ili kontrolera. Valve je čekao da igra bude gotovo gotova prije nego što ju je najavio, s ciljem izbjegavanja kašnjenja prethodnih igara. Bili su svjesni da bi igrači, koji su godinama čekali novu Half-Life igru, mogli biti razočarani VR igrom, te su čvrsto upravljali najavom.
Kako bi promovirao igru, Valve je sve prethodne Half-Life igre učinio besplatnim na Steamu od siječnja 2020. do njenog izlaska 23. ožujka 2020. Valve je izdao Linux verziju 15. svibnja 2020., zajedno s podrškom Vulkan renderiranja za obje platforme. Izrada igre prije izdanja greškom je procurila na Steam koja je uključivala alate za razvojne programere koji nisu VR, dopuštajući interakcije poput podizanja predmeta i pucanja oružja. Međutim, većina osnovnih interakcija u igri, poput pritiskanja gumba ili punjenja Alyxina ruksaka, nije mogla biti dovršena tipkom "use".
Na pitanje o planovima za buduće Half-Life igre, dizajner David Speyrer rekao je da je tim voljan, ali da čeka reakciju na Alyx. Prema Walkeru, "Mi apsolutno vidimo Half-Life: Alyx kao naš povratak na ovaj svijet, a ne njegov kraj.". Objavljeni su alati za podršku za Source 2 engine i Steam Workshop za Half-Life: Alyx 15. svibnja 2020. Valve planira izdati novi uređivač razine Hammer za Source 2. Valve također planira izdati djelomični Source 2 softverski razvojni komplet (SDK) za ažurirane značajke kasnije, s fokusom na lansiranje na isporuku i podršku za Alyx.

## Recenzija
Half-Life: Alyx je dobila "univerzalno priznanje", prema agregatoru recenzija Metacritic. Do travnja 2020. bila je jedna od 20 najviše ocijenjenih PC igara na Metacritic-u. Recenzenti u publikacijama kao što su VG247, Tom's Hardware i Video Games Chronicle opisali su ga kao VR-ovu "ubojitu aplikaciju".
Najavni trailer je pogledan više od 10 milijuna puta u prva 24 sata od objavljivanja. Iako je većina obožavatelja izrazila uzbuđenje, neki su bili razočarani što je igra bila dostupna samo u VR-u, malom, ali rastućem tržištu u 2019. Prije izlaska igre, Vic Hood iz TechRadara izrazio je entuzijazam za Alyx, ali je napisao da "zauvijek živimo u nadi za Half-Life 3".

### Prodaja
Prvog dana izlaska, Half-Life: Alyx je imala 43.000 istovremenih igrača. Prema riječima analitičara Niko Partnersa Daniela Ahmada, ovo je bilo uspješno lansiranje prema VR standardima, što se podudara s najvećim brojem istovremenih korisnika Beata Sabre. Međutim, Ahmad je napomenuo da je jasno da su "brojevi zadržani zbog zahtjeva VR-a". Valveov Greg Coomer rekao je da je Valve znao da mnogi ljudi neće igrati igru na lansiranju, te da je njegova publika "trenutno relativno mala". Newell je to opisao kao "ulaganje naprijed" u dugoročne tehnologije.
Slušalice Valve Index, kontroleri i bazne stanice rasprodane su u Sjedinjenim Državama, Kanadi i Europi unutar tjedan dana od objave igre. Do sredine siječnja 2020. bili su rasprodani u svih 31 regija u kojima su jedinice bile ponuđene. Prema Superdata, Valve je prodao 103.000 Index jedinica u četvrtom tromjesečju 2019. kao rezultat najava Alyxa u usporedbi s ukupno 149.000 prodanih tijekom 2019., i to je bila najprodavanija VR slušalica za računala tijekom tog tromjesečja. Iako je Valve očekivao da će isporučiti nekoliko Indexovih prednarudžbi na vrijeme za izdavanje Alyxa, pandemija COVID-19 ograničila je njihov opskrbni lanac.

### Nagrade
Half-Life: Alyx osvojila je "Igru godine" na dodjeli VR nagrada 2020. i "Najbolju VR/AR" igru na The Game Awards 2020., dok je također bila nominirana za "Najbolju režiju igre", "Najbolji audio dizajn", i "Najbolja akcija". Također je nominirana za "Najbolju igru", "Režiju igre", "Audio postignuće" i "Umjetničko postignuće" na 17. dodijeli nagrada British Academy Games.

## Vanjske poveznice
Stranica igre
Službena stranica Half-Life igra
Half-Life: Alyx najava (Youtube)